# 皮亚韦河之战 (1809年)
皮亚韦河之战（法语：Bataille du Piave）发生于1809年5月8日。此役中欧仁·德·博阿尔内指挥的法国-意大利军队与约翰大公指挥的奥地利军队交战。奥地利指挥官在皮亚韦河后面建立了阵地，但面对数量上占优势的法军未能守住阵地。此役属于拿破仑战争中第五次反法同盟，战斗主要发生在意大利内尔韦萨德拉巴塔利亚附近。
奥地利在战争之初入侵威尼斯并成功地将法国守军赶回维罗纳。5月初，奥地利在巴伐利亚战败的消息和数量上的劣势导致约翰大公开始向东北撤退。当他听说他的敌人正在渡过皮亚韦河时，约翰大公选择阻击法军以阻止欧仁对他军队的追击。
欧仁一大早就命令他的先锋队过河。很快法军就遇到了奥地利军队的强烈抵抗，但法国骑兵的到来在中午之前稳定了局势。快速上升的水位阻碍了法国步兵增援的集结，并阻止了欧仁的大部分军队过河。下午晚些时候，欧仁发动主攻，袭击了约翰的左翼，最终攻破了奥地利军队的主防线。奥军在阵地被攻破后撤退到克恩顿和克拉尼奥卡（今斯洛文尼亚）。

## 背景
在1809年奥地利帝国与法兰西第一帝国之间的战争开始时，奥地利的约翰大公率领他的内奥地利军队入侵意大利东北部。拿破仑任命他的继子欧仁·德·博阿尔内为意大利总督和意大利军队司令。4月16日，约翰在利文萨河附近的萨奇莱战役中击败了欧仁。在此期间，由查斯特勒·德·库尔塞勒斯率领的奥地利军队从蒂罗尔向南推进，于4月23日攻占特伦托，并于4月26日攻占罗韦雷多。面对这两个威胁，欧仁的法意联军从萨奇莱撤退到阿迪杰河。
当法意军队抵达维罗纳附近后，法军就召集了增援部队。欧仁还重组了他的军队，指派雅克·麦克唐纳、保罗·格雷尼尔和路易斯·巴拉圭·德希利尔的将军指挥他的步兵，并指派埃马纽埃尔·格鲁希将军率领他的骑兵。路易斯·巴拉圭·德希利尔阻止了查斯特勒在阿迪杰山谷上游的进军计划。由于约翰大公派一个师的奥地利士兵封锁了威尼斯，他的军队抵达阿迪杰河时只有约三万人，远少于欧仁。拿破仑在埃克米尔战役中的胜利以及随后卡尔大公的撤退，导致弗朗茨一世命令约翰大公撤退并保卫奥地利。预计奥地利正在撤军后，欧仁创建了一个轻步兵旅。欧仁将这支追击部队置于阿尔芒·路易斯·德布罗克将军的指挥序列中。

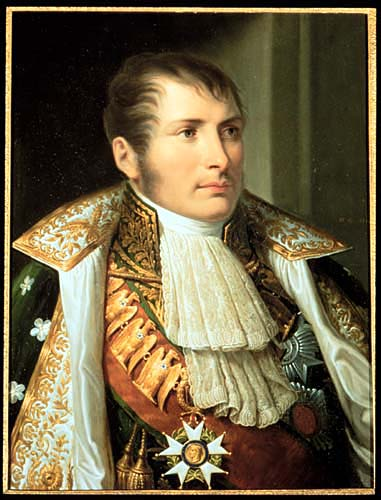
欧仁·德·博阿尔内

约翰大公将他的右翼部署在索阿韦和阿尔巴雷多之间，而他的左翼则保卫着阿迪杰以南到莱尼亚戈。在4月27日至30日之间的一系列冲突中，约翰成功地阻止了欧仁在卡尔迪耶罗战役中突破奥军防线的行动。奥军有700人伤亡，此外还有872人被俘或失踪。法军伤亡约1,400人。
5月1日，约翰大公命令他的军队向东撤退。在5月2日的几次冲突中，奥地利后卫部队挡住了法军的追击，造成法军400人伤亡。奥军的损失只有200人，但法军俘虏了850名落后的奥地利士兵和伤员。奥军在布伦塔河上停留到5月5日，然后继续撤退到皮亚韦河。欧仁紧随其后，同时将皮埃尔·弗朗索瓦·约瑟夫·杜鲁特将军的师派往更南的一条路线，以解除对威尼斯的封锁。当他到达那个城市时，杜鲁特得到了来自驻军的4,000名士兵的增援，并在皮亚韦与欧仁会合。事实证明，一个轻型步兵旅因为兵力不足而无法进行有效追击，欧仁通过增加三个额外的跳跃者营、附属整个骑兵团并将其火炮补充增加到四门大炮，将其加强为一个轻型步兵师。
5月7日，奥地利军队渡过皮亚韦河后烧掉了所有桥梁。欧仁的骑兵到达河岸并侦察了可以过河的地点。接到法国人在附近的报告后，约翰率军返回并准备保卫河岸的阵地。

## 战斗

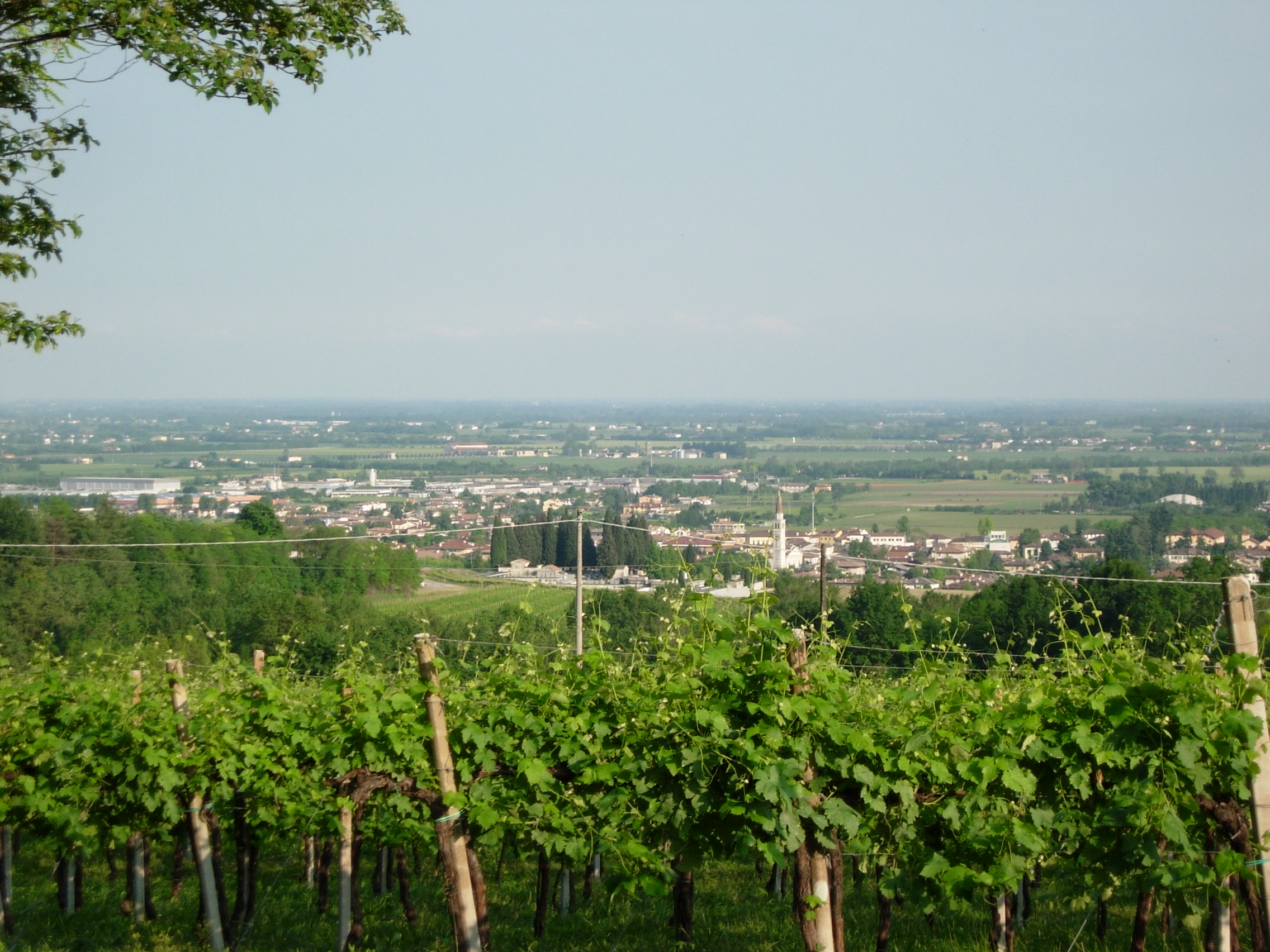
山上的苏塞加纳

欧仁的骑兵在北翼的内尔韦萨、中部的普里乌拉和南翼奇马多尔莫附近的圣尼乔尔找到了三个可以渡过皮亚韦河的地方。

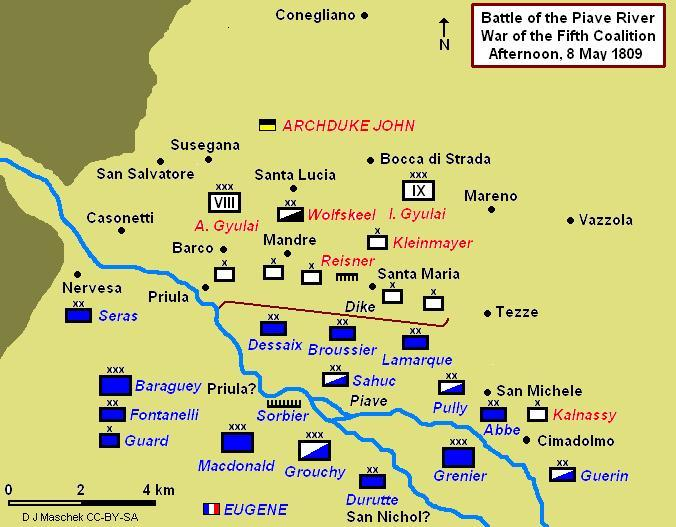
皮亚韦河之战地图

欧仁相信约翰大公的大部分军队都驻扎在科内利亚诺，因此计划大军一起渡过皮亚韦河。他没有意识到内奥地利军队的阵地就在皮亚韦河以北4公里。事实上，奥地利第八军团就位于圣卢恰迪皮亚韦附近，而第九军团也在附近。但欧仁军队的总兵力大大超过约翰大公，后者在皮亚韦拥有24,120至28,000名士兵。
欧仁知道他在萨奇莱的失败是由于准备不足造成的，所以他在等待大部队的集结。他计划一个步兵师在浅滩进行佯攻，而新组建的轻步兵师则领导主攻。他命令格鲁希与三个骑兵师协助主攻。为了给轻步兵师提供足够的火力支援，欧仁在南岸集结了几个炮台，并将它们置于他的索比尔将军的指挥下。如果步兵师成功地开辟了一个桥头堡，欧仁计划派麦克唐纳和巴拉圭·德·希利尔的军团穿过皮亚韦河。
早上7时，近5,000名法军士兵开始渡河。此时，约翰大公的军队正在皮亚维塞拉溪流后面向上移动，比欧仁认为的位置要近得多。到上午8时，法军渡河的士兵受到奥军骑兵的袭击。法军轻步兵师迅速组成两个大方阵，并击退了一波又一波的敌军骑兵，一个由24门火炮组成的奥军火炮阵地同时向法军开火。

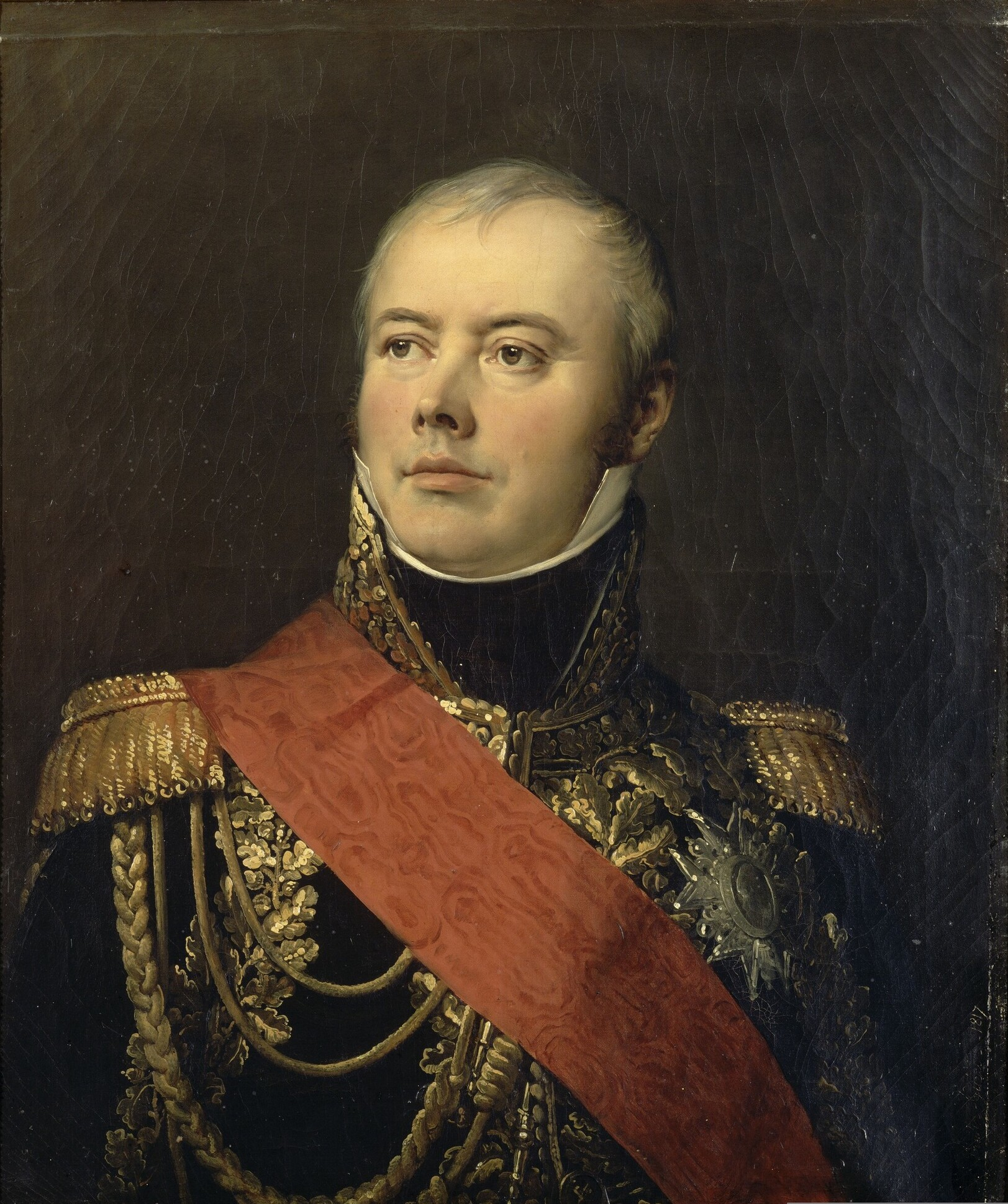
雅克·麦克唐纳

这些大炮部署在距离法国人800码的地方，由约翰大公的炮兵总司令雷斯纳指挥。炮击很快就给法军造成严重伤亡。随着一些法国军队开始从猛烈的火力中撤退，信使们纷纷跑去寻求帮助。很快，欧仁收集了20门火炮。当大炮到达时，法军在步兵前面组建了自己的炮台，并回应了雷斯纳的轰炸。
当双方交战时，格鲁希派两个骑兵师穿过圣尼乔尔的皮亚韦河。士兵们遇到了奥军的一个旅，并成功将这些奥地利士兵赶回了西马多尔莫和圣米歇尔，在那里奥军占据了强大的防御阵地。上午9时左右，另外两个法军师前往支援前线的部队。这个时候，法军的炮火开始减弱。为了帮助前线军队，法国炮手们把他们的储备弹药留在了最后面。
在重组了他的骑兵之后，奥军前线指挥官沃尔夫斯基尔在上午10时左右发起进攻。奥地利骑兵分三排向法军冲锋。这一次，萨胡克的轻骑兵和普利的龙骑兵已经在等候奥军骑兵。两个法军骑兵师进行了反击，两军的骑兵陷入了一场可怕的混战。

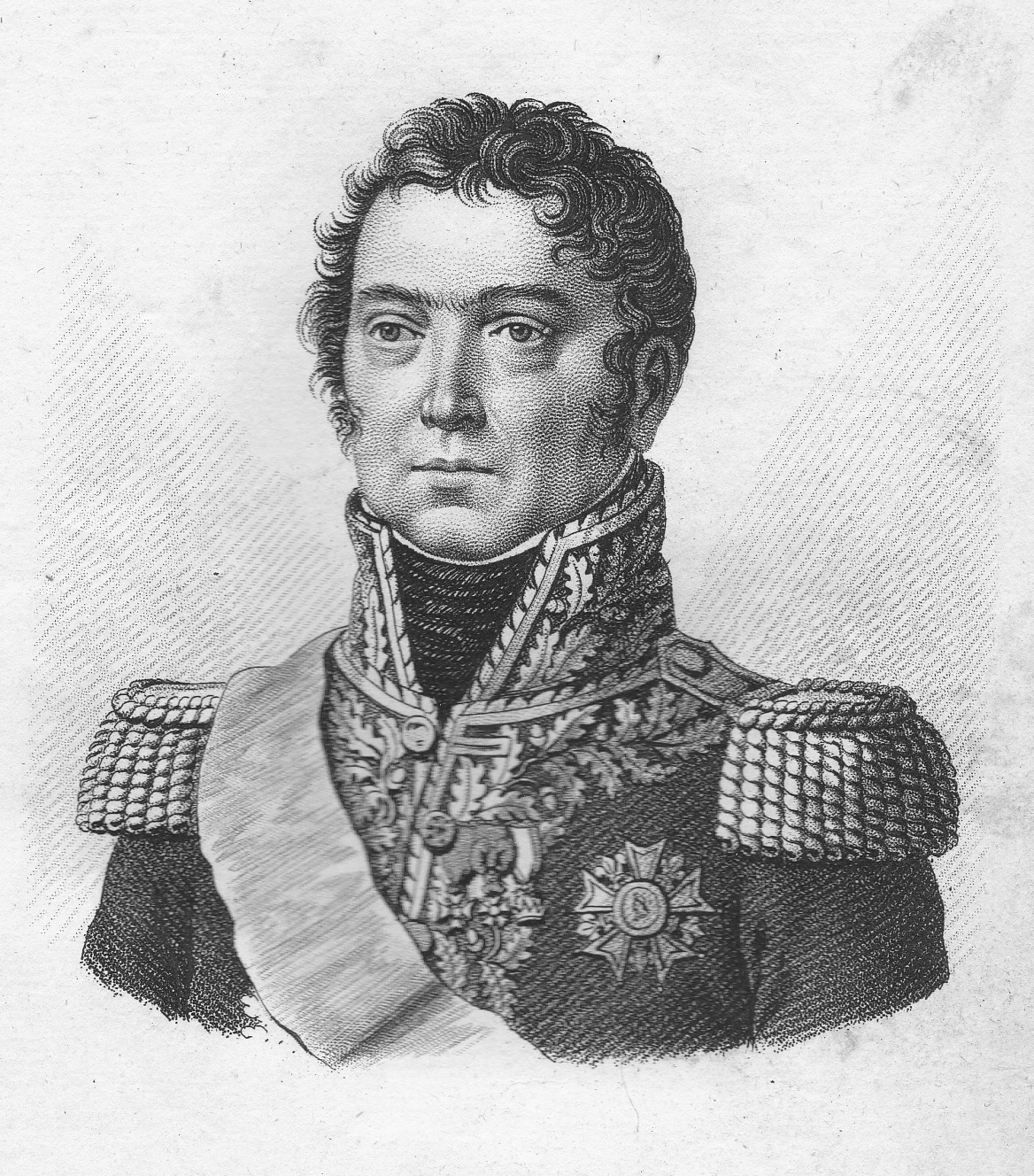
保罗·格雷尼尔

一名法国龙骑兵在单挑中杀死了沃尔夫斯基尔，而他的副官则被俘虏。由于缺乏指挥和寡不敌众，奥地利骑兵四散而逃。奥军在撤退时带走了十门大炮，但有十四门大炮被他们的敌人俘获。

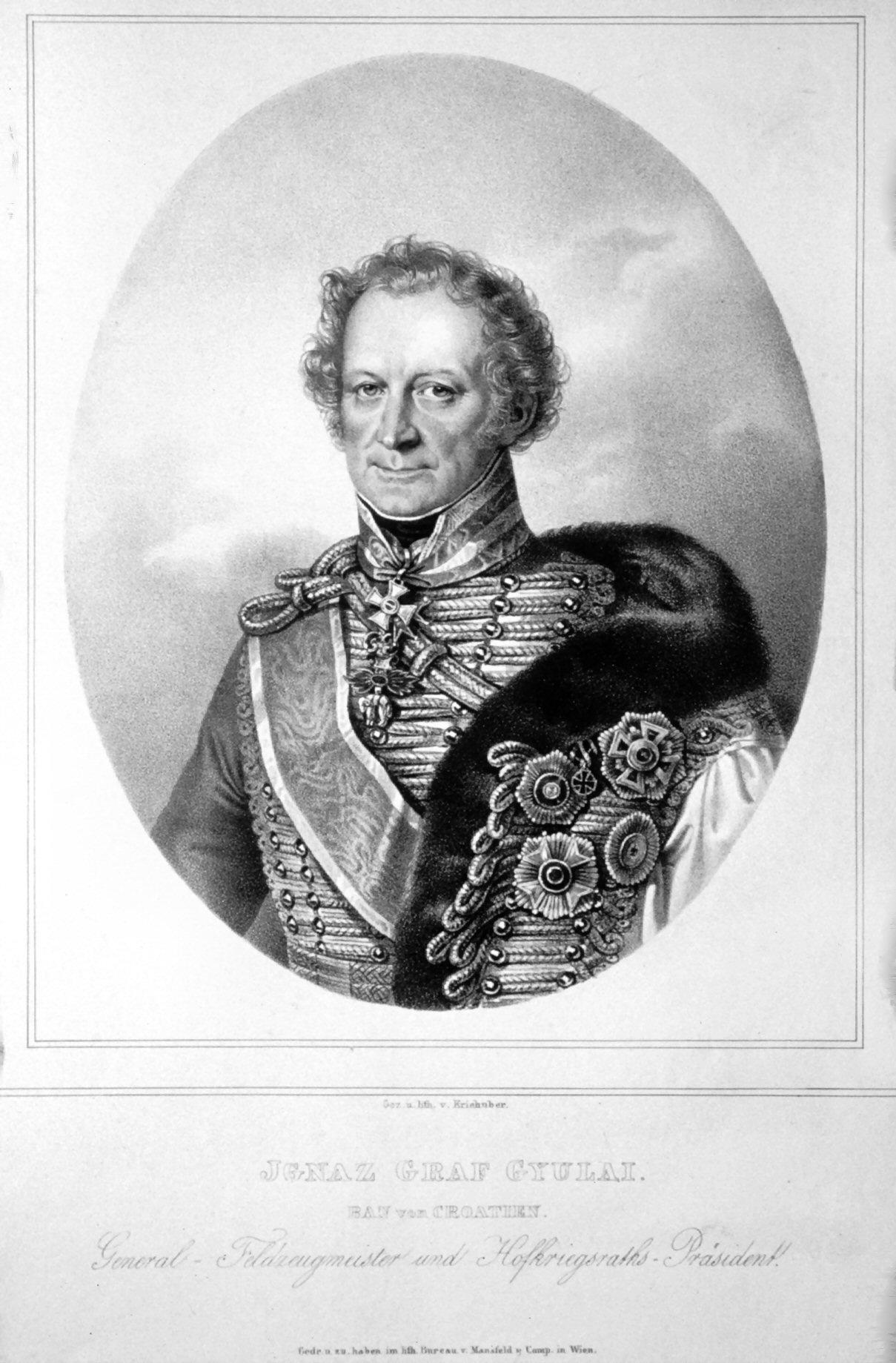
伊格纳兹·久莱

法国骑兵将被击溃的奥地利士兵追到曼德拉和圣玛丽亚，在那里他们遇到了科洛雷多和加约利的两个奥地利旅。普利的骑兵试图打破奥地利步兵方阵，但没有成功。由于无法在没有支持的情况下削弱奥地利的阵地，法军骑兵被迫撤退与步兵会合。尽管此时皮亚韦河开始涨水，但欧仁仍坚持他加强桥头堡的计划。中午时分，麦克唐纳将布鲁西耶师的四分之三和拉马克师的一半推进了河对岸。
欧仁试图在皮亚韦河的浅滩被水淹没之前让更多的部队渡河，而约翰大公则继续组织他的防御，战斗在下午1时后平息。到下午3时，由于危险的高水位，欧仁不得不暂停渡河计划。此时，法军所有的骑兵和只有一半的步兵到达了北岸，而巴拉圭·德希利耶、塞拉斯的步兵师、意大利卫队和杜鲁特师的一部分则留在了南岸。如果奥军此时攻击法军，那法军就将被困在河岸上，身后就是河水。但是，由于奥军的骑兵仍在后方集结，约翰大公选择不让他的步兵与法军骑兵进行交战。
北岸的桥头堡现在约有27,000至30,000名法国-意大利士兵。法军的进攻在下午晚些时候继续。但此次进攻遭到了奥军一个轻骑兵团的回击，这个团是战场上最后一支可以作战的奥地利骑兵。 法军步兵迅速击退了奥地利人并占领了附近的几个村镇。奥军在战斗中有1,200人伤亡。
在战场的另一端，麦克唐纳的进攻突破了奥地利第九军团的防线，约翰被迫投入他的最后一个预备队，一个掷弹兵旅前往战场参战。奥军的这一支精锐部队发动了进攻，但无法阻止麦克唐纳的攻势。约翰的军队随之溃散并向北逃往科内利亚诺。随着夜幕降临，欧仁暂停了从瓦佐拉到苏塞加纳战线上对奥军的追击。

## 后果

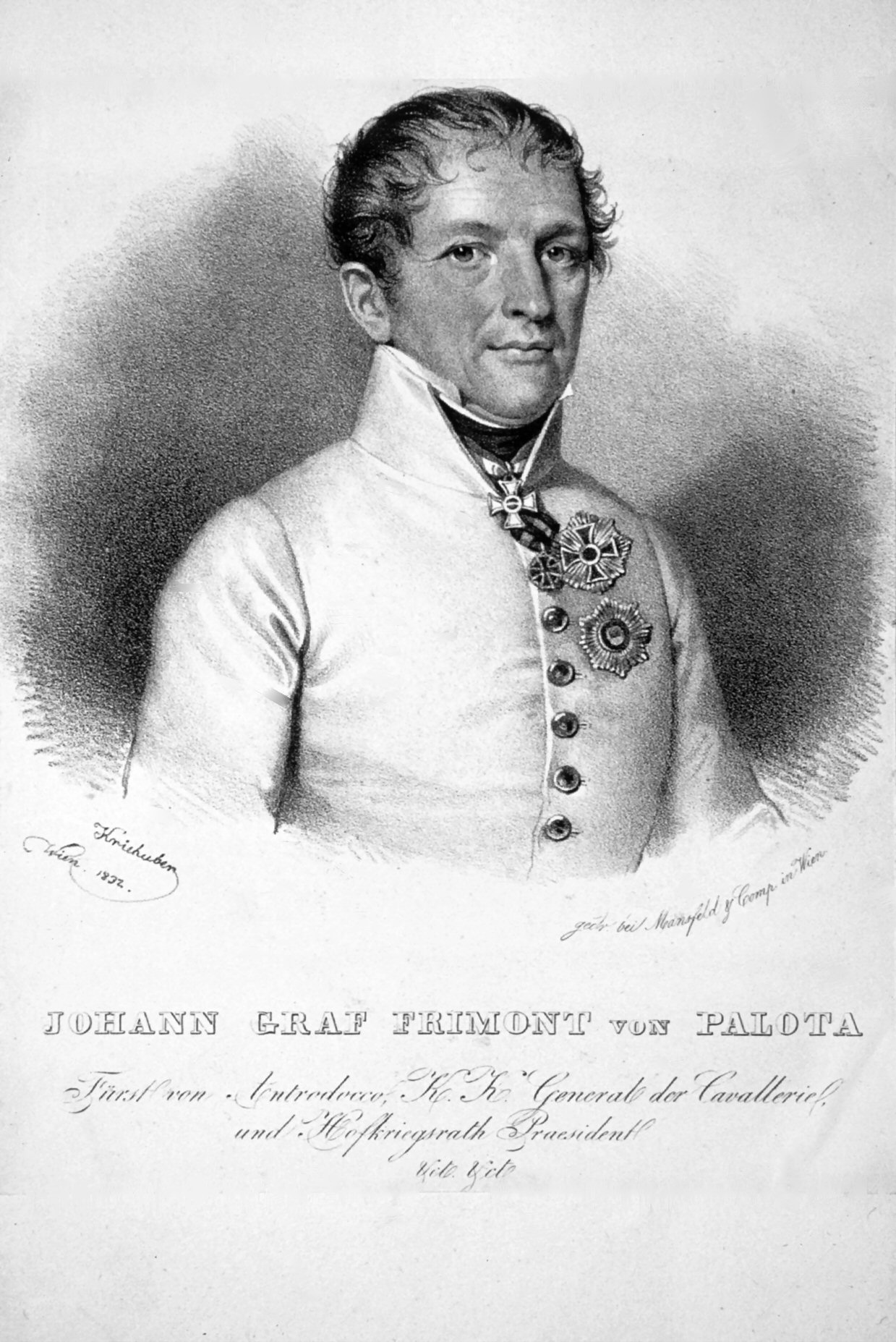
约翰·弗里蒙特

约翰大公当晚撤退到科内利亚诺，不久他的部队就撤往萨奇莱。欧仁在博卡迪斯特拉达停止了他的前进，决定等到他可以重新集结他的军队。法国只承认有700人伤亡，但实际可能有2,000人。奥军伤亡3,896人，其中阵亡398人，负伤697人，被俘1,681人，失踪1,120人。法军缴获了15门火炮。
在萨奇莱，约翰大公犯了一个严重的错误。他将他的军队分成两部分，第九军团被向东派往克拉尼斯卡的卢布尔雅那，第八军团被向东北派往克恩顿的菲拉赫。奥地利军队的这种分散促进了欧仁从意大利攻入奥地利帝国本土。指挥奥军后卫部队的弗里蒙特将军于5月11日带着4,000名士兵在圣达尼埃莱与法军交战。欧仁的法军则对奥军进行了双重包围，给奥军造成了大约2,000人的伤亡。尽管这次失败，但弗里蒙特保持他的后卫部队完好无损并保持其战斗能力。
下一个主要行动是5月15日至18日的塔维斯战役。紧随其后的是5月25日奥军在圣米夏埃尔之战中灾难性的失败。欧仁追赶约翰进入匈牙利，在那里欧仁于6月14日在拉布战役中击败了约翰大公，随后在7月5日和6日的瓦格拉姆战役中与拿破仑会合。最后一个值得注意的战斗是6月24日至26日的格拉茨之战。

## 引文
1. 1 2 3 4 5  Bodart 1908，第402頁.
2. 1 2 3 4 5  Smith 1998，第300頁.
3. 1 2  Bowden & Tarbox 1989，第114頁.
4. 1 2 3  Schneid 1995，第82頁.
5. ↑  Schneid 1995，第75頁.
6. ↑  Schneid 1995，第77-78頁.
7. ↑  Epstein 1994，第84頁.
8. ↑  Schneid 1995，第78頁.
9. ↑  Smith 1998，第294-295頁.
10. 1 2 3 4 5  Schneid 1995，第79頁.
11. ↑  Smith 1998，第297頁.
12. ↑  Epstein 1994，第87頁.
13. 1 2 3 4  Schneid 1995，第80頁.
14. 1 2 3  Epstein 1994，第91頁.
15. ↑  Arnold 1995，第101頁.
16. 1 2  Arnold 1995，第102頁.
17. 1 2 3 4  Schneid 1995，第81頁.
18. 1 2  Epstein 1994，第92頁.
19. ↑  Schneid 1995，第81-82頁.
20. ↑  Epstein 1994，第93頁.
21. ↑  Epstein 1994，第94頁.
22. ↑  Epstein 1994，第95頁.
23. ↑  Smith 1998，第304-306頁.
24. ↑  Smith 1998，第312頁.
25. ↑  Chandler 1966，第709頁.
26. ↑  Smith 1998，第318頁.

## 延伸阅读
- Chandler, David. . Weidenfeld and Nicolson. 1966.